# República Popular China en los Juegos Olímpicos de Sochi 2014
La República Popular China estuvo representada en los Juegos Olímpicos de Sochi 2014 por un total de 66 deportistas que compitieron en 9 deportes. Responsable del equipo olímpico fue el Comité Olímpico Chino, así como las federaciones deportivas nacionales de cada deporte con participación.
El portador de la bandera en la ceremonia de apertura fue el patinador artístico Tong Jian.

## Medallistas
El equipo olímpico chino obtuvo las siguientes medallas:
| Nombre                                       | Deporte                              | Competición          |
| -------------------------------------------- | ------------------------------------ | -------------------- |
| Oro                                          |                                      |                      |
| Zhang Hong                                   | Patinaje de velocidad                | 1000 m F             |
| Li Jianrou                                   | Patinaje de velocidad en pista corta | 500 m F              |
| Zhou Yang                                    | Patinaje de velocidad en pista corta | 1500 m F             |
| Plata                                        |                                      |                      |
| Xu Mengtao                                   | Esquí acrobático                     | Salto aéreo F        |
| Wu Dajing                                    | Patinaje de velocidad en pista corta | 500 m M              |
| Han Tianyu                                   | Patinaje de velocidad en pista corta | 1500 m M             |
| Fan Kexin                                    | Patinaje de velocidad en pista corta | 1000 m F             |
| Bronce                                       |                                      |                      |
| Jia Zongyang                                 | Esquí acrobático                     | Salto aéreo M        |
| Chen Dequan Han Tianyu Shi Jingnan Wu Dajing | Patinaje de velocidad en pista corta | 5000 m por relevos M |